# Tatort: Schwanensee
Schwanensee ist ein Fernsehfilm aus der Kriminalreihe Tatort und eine Produktion der Molina Film im Auftrag des WDR. Die Erstausstrahlung erfolgte am 8. November 2015 im Ersten. Es ist der 28. Fall mit Axel Prahl und Jan Josef Liefers als Münsteraner Ermittler Thiel und Boerne und die 961. Tatort-Folge.
Mit 13,63 Millionen Zuschauern war er bei der Erstausstrahlung der erfolgreichste Tatort seit 1992 und die meistgesehene Fernsehsendung im Jahr 2015.

## Handlung
In der psychiatrischen Einrichtung „Schwanensee“ am Münsteraner Aasee wird am Beckenboden des Hallenschwimmbads der Leichnam der Patientin Mona Lux gefunden. Ihr Körper wurde mit Gewichten beschwert, damit er unter Wasser bleibt. Bei der gerichtsmedizinischen Untersuchung kann Prof. Boerne keinen Hinweis auf Fremdeinwirkung feststellen. Doch die toxikologische Untersuchung zeigt Reste eines Narkosemittels in ihrem Blut, das sie sich in dieser Konzentration nicht selbst verabreicht haben kann. Eine Selbsttötung ist ausgeschlossen.
Der leitende Arzt Prof. Weimar erklärt Kommissar Thiel und Nadeshda Krusenstern, dass die sechs Patienten in seiner Einrichtung nicht eingesperrt sind, sondern sich frei bewegen können. Lediglich der Eingang ist verschlossen, sodass der Täter unter diesem Personenkreis zu suchen ist. Thiel lässt sich die Akten der Patienten geben und beginnt erste Recherchen. Nachdem der Kommissar einen nach dem anderen unter die Lupe genommen und nach einem Motiv gesucht hat, ist auch Prof. Boernes Ehrgeiz geweckt. Er verzichtet kurzerhand auf seinen lang geplanten Tauchurlaub und übernimmt die Urlaubsvertretung einer der Therapeuten in dem Sanatorium. Doch alle Bemühungen, ein Motiv oder gar den Täter zu finden, scheitern. Merkwürdig ist allerdings, dass das Opfer keine Angehörigen zu haben scheint und auch ihre angegebene Wohnadresse nicht stimmt. Aber sie hatte eine Beziehung zum Restaurantbesitzer Alberto DiSarto, gegen den die Staatsanwaltschaft wegen schweren Steuerbetruges ermittelt. Seltsamerweise ist der mit DiSartos Fall betraute Steuerfahnder Andreas Kullmann wegen psychischer Probleme als Patient im „Schwanensee“. Für Thiel ist dies kein Zufall und tatsächlich findet er mit Nadeshda Krusensterns Hilfe die wahre Identität von Mona Lux heraus: Esther Borgmann, die sie von der Polizeischule kennt und die dann zum BKA gewechselt war. Von dort erfahren die Ermittler, dass sie ursprünglich in Sachen Steuerhinterziehung als Verdeckte Ermittlerin arbeitete, sich dann aber freistellen ließ und auf eigene Faust einer anderen Spur folgte, die sie entdeckt hatte.
Nach Thiels Recherche hatte der inselbegabte Andreas Kullmann engagierten Einsatz im Kampf gegen die Steuersünder gezeigt, sodass ihn der Finanzamtschef Carstens in diese Klinik einweisen ließ, wo man ihn mit Medikamenten ruhigstellte. Diese wurden ihm von Professor Weimar, dem Chef vom Schwanensee, verabreicht, da Carstens das so wollte. Der hatte den Professor wegen Steuerhinterziehung in der Hand. Carstens selbst steckte mittendrin in Korruption und Geldwäschegeschäften, sodass Kullmanns Enthüllungen sein persönlicher Untergang wären. Mit der Ermordung von Esther Borgmann haben die Herren jedoch gar nichts zu tun. Dafür ist tatsächlich, wie anfangs vermutet, einer der Patienten der Klinik verantwortlich: Isa Storch. Boerne kommt dahinter, dass die Frau nicht nur an Schizophrenie, sondern auch an Erotomanie (Liebeswahn) leidet, der in krankhafte Eifersucht umschlagen kann. Storch hat das berufliche Interesse von Mona Lux an Kullmann, in den sie meinte verliebt zu sein, als Annäherungsversuch gewertet und sie deshalb aus dem Weg geräumt.
Boerne hatte Kullmanns Medikamente gegen Placebos ausgetauscht und so „erwacht“ er allmählich aus seiner Lethargie. Er steht kurz vor seiner Entlassung, was Isa Storch nicht verkraftet. Sie mischt ihre aufgesparten Beruhigungsmittel in eine Sektflasche und will mit Kullmann Abschied feiern. Sie beabsichtigt, ihn in ihrem Liebeswahn zu töten und sich dann selbst das Leben zu nehmen. Als Thiel und Boerne das erkennen, sind beide bereits mit einem Tretboot mitten auf den Aasee vor der Klinik gefahren. Die Ermittler fahren hinterher und nachdem Boerne vergeblich versucht hat, Isa mit der Geschichte vom Schwan, der sich in ein Tretboot verliebte, von ihrem Tun abzuhalten, können sie Kullmann gerade noch vor dem Ertrinken bewahren.
Nachdem Andreas Kullmann wieder vollends genesen ist, kann die Staatsanwaltschaft mit seiner Hilfe gegen Carstens, Weimar und weitere große Steuersünder vorgehen.

## Hintergrund
Der Film wurde an 23 Drehtagen vom 24. Februar 2015 bis zum 25. März 2015 in Münster unter anderem an den Aaseeterrassen und im Clubhaus des Segel-Clubs Münster, Köln und Umgebung gedreht.

## Rezeption

### Einschaltquoten
Die Erstausstrahlung von Schwanensee am 8. November 2015 wurde in Deutschland von 13,63 Millionen Zuschauern gesehen und erreichte einen Marktanteil von 35,7 % für Das Erste.

### Kritiken
„Es gibt ein paar toll inszenierte Gruppenbilder und ein paar smart gesetzte Schnitte, doch der grobe Unfug überwiegt. Das Fernsehpublikum wird es wohl trotzdem lieben, neuer Quotenrekord nicht ausgeschlossen.“

„Prahl, Liefers, Kempter, Urspruch. Man schaut ihnen nicht beim Spielen zu, sondern beim Miteinanderumgehen: Manchmal ist das eine Freude. Ohne das Team wäre der Tatort Münster nichts.“